# 자말라딘 타쿠마
자말라딘 타쿠마(영어: Jamaaladeen Tacuma, 1956년 6월 11일~)는 뉴욕주 헴프스테드에서 태어난 미국의 재즈 펑크 아방가르드 베이시스트, 작곡가, 프로듀서이다. 그는 그라마비전 레코드의 밴드 리더였으며 1970년대와 1980년대에 주로 콜먼의 프라임 타임 밴드에서 오넷 콜먼과 함께 일했다.
타쿠마는 콜먼의 1982년 음반 《Of Human Feelings》에서 독특한 스타일의 아방가르드 재즈를 선보였고, 자코 파스토리우스 이후 가장 독특한 베이시스트들 중 한 명으로 널리 알려지게 되었다. 타쿠마는 그만의 그룹을 만들었고, 프라임 타임의 정교한 화음을 유지하면서 상업적으로 접근 가능한 멜로디를 포함하는 음반들을 녹음했다.

## 생애
펜실베니아주 필라델피아에서 자란 타쿠마는 10대 때 오르간 연주자 찰스 얼랜드와 함께 공연하며 어린 나이에 음악에 관심을 보였다. 얼랜드를 통해 타쿠마는 1975년 19세에 오넷 콜먼에게 자말라딘을 소개한 음반 제작자 레지 루카스를 알게 되었다. 콜먼의 펑키한 하몰로딕 프라임 타임 그룹의 일렉트릭 베이시스트로 타쿠마는 빠르게 두각을 나타냈고, 기타리스트 베른 닉스는 또 다른 밴드 멤버였다. 프라임 타임이 있는 동안, 타쿠마는 주로 손가락으로 고르는 전통적인 기술에 의존했다. 그의 후기 작업은 마스터 즉흥 연주자를 드러냈고, 더 리드미컬하고 엄지를 두드리는 펑크 접근법을 보여주었다.
처음 세 개의 프라임 타임 녹음(《Dancing in Your Head》, 《Body Meta》, 《Of Human Feelings》, 모두 1970년대 후반에 녹음됨)에는 프로그레시브 록 음악가들 사이에서 인기 있는 모델이지만 재즈 레코딩에는 거의 사용되지 않은 타쿠마의 리켄배커 베이스 작업이 포함된다. 그는 1980년대에 쉽게 식별할 수 있는 사운드를 만드는 데 도움을 준 악기인 스타인버거 베이스로 전환했다.

## 음반 목록

### 사이드맨

#### 오넷 콜먼
- Body Meta (1976년)
- Dancing in Your Head (1977년)
- Of Human Feelings (1982년)
- Opening the Caravan of Dreams (1985년)
- In All Languages (1987년)